# Barrabás
Barrabás — испанская музыкальная группа, наиболее успешная в 1970-х и 1980-х годах, когда ей руководил барабанщик и продюсер Фернандо Арбекс. Музыкальный стиль группы изначально был латинским роком с джазовыми и фанк-влияниями, а позднее превратился в более дискоориентированное звучание.

## История
Арбекс организовал Barrabás в 1971 году, когда его предыдущая группа Alacrán раскололась. К нему и бас-гитаристу и вокалисту Игнасио Иньяки Эганья присоединились несколько других музыкантов в процессе подготовки к записи дебютного альбома Wild Safari, выпущенном позднее в том же году. Это были филиппинские братья-гитаристы Рики и Мигель Моралес, португальский клавишник Жуан Видал и кубинский перкуссионист, саксофонист и флейтист Эрнесто Тито Дуарте.
Альбом содержал синглы «Woman» и «Wild Safari», которые были успешны в различных странах Европы и Америки, включая США и Канаду . Группа гастролировала по всей Латинской Америке.
Основатель Barrabás Фернандо Арбекс и мультиинструменталист Тито Дуарте умерли в 2003 году. Вокалист Хосе Луис Техада умер в 2014 году.

## Состав участников
- Фернандо Арбекс (1941—2003) — ударные (1971—1972)
- Иньяки Эганья (род. 1948) — бас-гитара, вокал (1971—1972, 1983 — настоящее время)
- Эрнесто Тито Дуарте (1946—2003) — саксофон, флейта, барабаны, ударные (1971—1978, 1980—2003)
- Рики Моралес (род. 1945) — гитара, вокал (1971—1978)
- Мигель Моралес (род. 1949) — гитара, бас-гитара, вокал (1971—1978, 1983 — настоящее время)
- Жуан Видал (род. 1945) — клавишные, вокал (1971—1978)
- Хосе Луис Техада (1945—2014) — вокал (1972—1978, 1980—1983)
- Хосе Мария Молль — барабаны (1972—1974, 1980 — настоящее время)
- Дэниэл Луис (род. 1946) — барабаны (1974—1978)
- Эрни Гаррет — гитара, вокал (1977)
- Армандо Пелайо — клавишные (1980—1983)
- Хорхе Эдуардо Коки Манинг — гитара, вокал (1980—1983)
- Хесус Суси Гордалиса — бас-гитара, вокал (1980—1983)

## Дискография
- Wild Safari — 1971
- Power — 1973
- ¡Soltad a Barrabás! — 1974
- Heart of the City — 1975
- Watch Out — 1975
- Swinger — 1976
- Piel de Barrabás — 1981
- Bestial — 1982
- Forbidden — 1983
- Barrabás Power — Abraxa — 1994
- Grandes Éxitos — 1997
- Vive — 1999